# 耳叶肾蕨
耳叶肾蕨（学名：[Nephrolepis biserrata var. auriculata] 错误：{{Lang}}：文本有斜体标记（帮助））为肾蕨科肾蕨属下的一个变种。

## 扩展阅读
- 維基物種上的相關：耳叶肾蕨